# Hipogonadisme
L'hipogonadisme (de hipo- 'carència o falta de l'activitat funcional de les gònades humanes -els testicles o els ovaris- que pot provocar una disminució de la producció de la biosíntesi d'hormones sexuals. Els nivells baixos d'andrògens (per exemple, testosterona) s'anomenen hipoandrogenisme i els baixos estrògens (per exemple, estradiol) com a hipoestrogenisme. Aquests són els responsables dels signes i símptomes observats tant en homes com en dones.
Pot ser, a més, la causa a dos nivells:
- els testicles o ovaris no són funcionals (hipogonadisme primari); o bé
- hi ha incapacitat de l'hipotàlem o la hipòfisi per a secretar quantitats normals de gonadotropines (hipogonadisme secundari o central, per referència al sistema nerviós central).

Les característiques sexuals masculines o femenines no estan desenvolupades: ossos fins, músculs dèbils, poc pèl, la veu es redueix un mica de to greu normal. És una de les diverses causes d'esterilitat.

## Classificació
Retard constitucional del creixement i de la pubertat (RCCP): Es considera una variant de la normalitat en la qual existeix una maduració biològica lenta i l'elevació puberal de les gonadotropines es produeix tardanament. El retard en l'activació de l'eix hipotàlam-hipòfisotesticular es deu al retard en l'aparició dels senyals metabòlics que normalment inicien la pubertat. Es desconeixen els mecanismes íntims causants del RCCP, es pensa que podria influir una disminució transitòria en la secreció de l'hormona alliberadora de l'hormona de creixement (GH), o, en alguns casos familiars, podria tractar-se d'una variant menor de deficiència en GnRH. El nen amb RCCP arriba espontàniament a un desenvoupamente puberal normal, però a vegades es planteja el diagnòstic diferencial amb l'hipogonadisme, sobretot hipogonadotròpic.
Hipogonadisme hipogonadotròpic: Es produeix quan falla la secreció pulsàtil de GnRH, LH i FSH. És la conseqüència d'una gran varietat d'alteracions orgàniques o funcionals en l'eix hipotàlamo-hipofisiari. Les seves causes orgàniques solen ser anomalies estructurals en el sistema nerviós central, hipotàlam o hipòfisi, que afecten la síntesi o secreció normal de GnRH o el seu estímul sobre els gonadotrops. La seva clínica dependrà segons es tracti d'una lesió prenatal o adquirida, la magnitud de la deficiència (completa o parcial) i si es veuen afectades també altres hormones hipofisiàries. En aquests casos en el quadre clínic inicial poden predominar els símptomes derivats de la hipofunció de ACTH, TSH, GH o vasopresina. També poden existir causes idiopàtiques com la síndrome de Maestre de San Juan o de Kallman, o causes funcionals que són formes transitòries d'hipogonadisme hipogonadotròpic en les quals en corregir l'alteració subjacent es restableix la normalitat en la secreció de GnRH.
Hipogonadisme hipergonadotròpic (fallida testicular primària): és el resultat de la lesió testicular que afecta la producció de testosterona de la cèl·lula de Leydig, la producció d'esperma dels túbuls seminífers o ambdues. Es caracteritza per la disminució de testosterona i/o producció d'esperma amb nivells elevats de gonadotropines basals o, en els casos més lleus, en estimular-les amb GnRH. Pot estar produït per diverses causes (alteracions genètiques en el receptor de gonadotropines, alteracions cromosòmiques, malalties cròniques, malalties infeccioses...).

## Diagnòstic
El diagnòstic i eventual tractament de l'hipogonadisme masculí requereixen l'existència d'una sèrie de símptomes i signes característics, associats a uns valors plasmàtics disminuïts de testosterona, bé de la seva fracció total (TT) o de fraccions rellevants com la testosterona lliure (TL) i la no unida a la globulina d'unió a hormones sexuals (SHBG), coneguda també com a testosterona biodisponible (TB), que és la suma de la TL i la testosterona unida a l'albúmina.
Els procediments usats pels laboratoris per a fer aquestes determinacions són molt variats i de molt diversa eficiència i viabilitat.
L'hipogonadisme és un dels símptomes de la síndrome de Prader Willi. Es troba present des del naixement, esdevenint més evident en els homes.